# Alemanha-Argentina em futebol
Alemanha-Argentina em futebol refere-se ao confronto entre as seleções da Alemanha e da Argentina no futebol. Teve início em 1958, durante a primeira fase da Copa do Mundo FIFA, com vitória alemã por 3 a 1. Desde então, as duas equipes decidiram a Copa do Mundo em três ocasiões, com dois títulos para os alemães e um para os argentinos.

## Histórico
Histórico do confronto entre Alemanha e Argentina no futebol profissional, categoria masculino:
| Data                    | Cidade                              | Jogo                           | Resultado | Competição                  |
| 8 de junho de 1958      | Malmo Suécia                        | Argentina - Alemanha Ocidental | 1-3       | Copa do Mundo de 1958       |
| 16 de julho de 1966     | Birmingham Inglaterra               | Alemanha Ocidental - Argentina | 0-0       | Copa do Mundo de 1966       |
| 14 de fevereiro de 1973 | Munique Alemanha Ocidental          | Alemanha Ocidental - Argentina | 2-3       | jogo amigável               |
| 5 de junho de 1977      | Buenos Aires Argentina              | Argentina - Alemanha Ocidental | 1-3       | jogo amigável               |
| 12 de setembro de 1979  | Berlim Ocidental Alemanha Ocidental | Alemanha Ocidental - Argentina | 2-1       | jogo amigável               |
| 1 de janeiro de 1981    | Montevidéu Uruguai                  | Alemanha Ocidental - Argentina | 1-2       | Mundialito                  |
| 24 de março de 1982     | Buenos Aires Argentina              | Argentina - Alemanha Ocidental | 1-1       | jogo amigável               |
| 12 de setembro de 1984  | Düsseldorf Alemanha Ocidental       | Alemanha Ocidental - Argentina | 1-3       | jogo amigável               |
| 29 de junho de 1986     | Cidade do México México             | Argentina - Alemanha Ocidental | 3-2       | Copa do Mundo de 1986       |
| 16 de dezembro de 1987  | Buenos Aires Argentina              | Argentina - Alemanha Ocidental | 1-0       | jogo amigável               |
| 2 de abril de 1988      | Berlim Ocidental Alemanha Ocidental | Alemanha Ocidental - Argentina | 1-0       | jogo amigável               |
| 8 de julho de 1990      | Roma Itália                         | Alemanha Ocidental - Argentina | 1-0       | Copa do Mundo de 1990       |
| 15 de dezembro de 1993  | Miami Estados Unidos                | Alemanha - Argentina           | 1-2       | jogo amigável               |
| 17 de abril de 2002     | Estugarda Alemanha                  | Alemanha - Argentina           | 0-1       | jogo amigável               |
| 9 de fevereiro de 2005  | Düsseldorf Alemanha                 | Alemanha - Argentina           | 2-2       | jogo amigável               |
| 21 de junho de 2005     | Nuremberga Alemanha                 | Argentina - Alemanha           | 2-2       | Copa das Confederações 2005 |
| 30 de junho de 2006     | Berlim Alemanha                     | Alemanha - Argentina           | 1-1       | Copa do Mundo de 2006       |
| 3 de março de 2010      | Munique Alemanha                    | Alemanha - Argentina           | 0-1       | jogo amigável               |
| 3 de julho de 2010      | Cidade do Cabo África do Sul        | Argentina - Alemanha           | 0-4       | Copa do Mundo de 2010       |
| 15 de agosto de 2012    | Frankfurt Alemanha                  | Alemanha - Argentina           | 1-3       | jogo amigável               |
| 13 de julho de 2014     | Rio de Janeiro Brasil               | Alemanha - Argentina           | 1-0       | Copa do Mundo de 2014       |
| 3 de setembro de 2014   | Düsseldorf Alemanha                 | Alemanha - Argentina           | 2-4       | jogo amigável               |
| 9 de outubro de 2019    | Dortmund Alemanha                   | Alemanha - Argentina           | 2-2       | jogo amigável               |

## Estatísticas
- Atualizado até 3 de setembro de 2014 [11]

| Equipe    | Jogos | Vitórias | Empates | Gols marcados |
| --------- | ----- | -------- | ------- | ------------- |
| Alemanha  | 23    | 7        | 6       | 31            |
| Argentina | 23    | 10       | 6       | 32            |

## Comparativo de títulos

### Seleções Principais
| Competição             | Alemanha    | Argentina |
| ---------------------- | ----------- | --------- |
| Copa do Mundo          | 4           | 3         |
| Copa das Confederações | 1           | 1         |
| Finalíssima            | 0\|\|}!0\|2 |           |
| Jogos Olímpicos        | 1           | 2         |
| Total de títulos       | 6           | 8         |

### Números por competição
| Competição             | Jogos | Vitórias da Alemanha | Empates | Vitórias da Argentina | Gols da Alemanha | Gols da Argentina |
| ---------------------- | ----- | -------------------- | ------- | --------------------- | ---------------- | ----------------- |
| Jogo amigável          | 13    | 3                    | 2       | 8                     | 16               | 23                |
| Copa do Mundo          | 7     | 4                    | 2       | 1                     | 12               | 5                 |
| Copa das Confederações | 1     | 0                    | 1       | 0                     | 2                | 2                 |
| Mundialito             | 1     | 0                    | 0       | 1                     | 1                | 2                 |
| Total                  | 22    | 7                    | 5       | 10                    | 31               | 32                |

### Artilheiros
- Atualizado até 3 de setembro de 2014 [12]

| Gols        | Alemanha | Argentina |
| ----------- | --- | --- |
| 3 gols      | Miroslav Klose | Jorge Burruchaga |
| 2 gols      | Helmut Rahn, Karl-Heinz Rummenigge, Kevin Kurányi, Klaus Fischer, Mario Götze | Ángel Di María, Hernán Crespo, José Ponce |
| 1 gol       | André Schürrle, Andreas Brehme, Andreas Möller, Arne Friedrich, Benedikt Höwedes, Bernd Hölzenbein, Bernhard Cullmann, Ditmar Jakobs, Gerald Asamoah, Horst Hrubesch, Jupp Heynckes, Klaus Allofs, Lothar Matthäus, Rudi Völler, Thomas Müller, Torsten Frings, Uwe Seeler, Wolfgang Dremmler | Abel Balbo, Daniel Passarella, Erik Lamela, Esteban Cambiasso, Federico Fernández, Gabriel Calderón, Gonzalo Higuaín, Hernán Díaz, Jorge Ghiso, Jorge Valdano, José Castro, José Brown, Juan Pablo Sorín, Juan Román Riquelme, Lionel Messi, Miguel Brindisi, Norberto Alonso, Omar Corbatta, Ramón Díaz, Roberto Ayala, Sergio Agüero |
| Gols contra | - | Manfred Kaltz (1), Sami Khedira (1) |
| Total       | 31 | 32 |

## Decisões
| Data                | Placar                             | Competição    | Resultado        |
| ------------------- | ---------------------------------- | ------------- | ---------------- |
| 29 de junho de 1986 | Argentina 3 - 2 Alemanha Ocidental | Copa do Mundo | Argentina campeã |
| 8 de julho de 1990  | Alemanha Ocidental 1 - 0 Argentina | Copa do Mundo | Alemanha campeã  |
| 13 de julho de 2014 | Alemanha 1 - 0 Argentina           | Copa do Mundo | Alemanha campeã  |